# 卡瓦醉椒
卡瓦醉椒（英語： 或 ），亦譯為卡瓦胡椒、毒椒等，卡瓦的其他名稱包括' awa（夏威夷），' waava（薩摩亞），yaqona（斐濟），sakau（波納佩）和 malok 或 malogu（瓦努阿圖的部分地區）。為胡椒科灌木，主產於西太平洋地區。從美拉尼西亞至波利尼西亞之間廣闊的地域——斐濟、湯加、薩摩亞等地均為常見的嗜好品。
卡瓦這個名字來自湯加語和馬克薩斯語，卡瓦醉椒的其他名字有：ʻawa（夏威夷）、ava（薩摩亞）、yaqona（斐濟）及sakau（波納佩）等。另外上述名字亦指使用卡瓦醉椒進行的儀式。

## 健康風險與否的論述
- 早期推論： ( 2010年後證實沒有發現肝毒性 )，卡瓦醉椒的含酒精製劑被發現有肝毒性，很可能與其含有的成份Flavokawain B有關[2]。
- 證實：但是，2010年，根據食品法典委員會編寫的討論文件：“卡瓦至少有1500年的相對安全的使用歷史，在民族藥理學數據中從未出現肝臟副作用。（...）卡瓦的臨床試驗中進一步研究評估卡瓦飲料的毒理學已經證實沒有發現肝毒性。根據現有科學資料，可以推斷卡瓦酒作為傳統飲料對人類使用上是安全的[3]。
- 世界衛生組織的報告論述：適度飲用卡瓦飲品（以其傳統形式，即以卡瓦根研磨後的根粉浸泡在水中的飲品）被世界衛生組織在 2016年的報告中視為“對於健康是可接受的，並且只有低風險危害”。[4]
- 避免增加風險：然而，食用有機溶劑萃取的卡瓦製劑 (常見的有機溶劑有乙醚、二氯甲烷、苯、四氯甲烷、氯仿等) 或 由劣質卡瓦所萃取的產物 可能與不良健康結果（包括潛在的肝毒性）風險增加有關。[3][5][6]

卡瓦被認為會傷害肝臟，其中之一是因為其涉及：卡瓦與某些影響肝臟的藥物及酒精的相互作用。肝酶可以分解其他藥物。但卡瓦會阻礙肝酶，防止肝酶分解其他藥物，導致它們積聚並損害肝臟。因此，沒有肝損傷的人 和 不服用影響肝臟的藥物的人 可能能夠以適當的劑量安全地使用卡瓦酒約一至兩個月。

## 運用方式

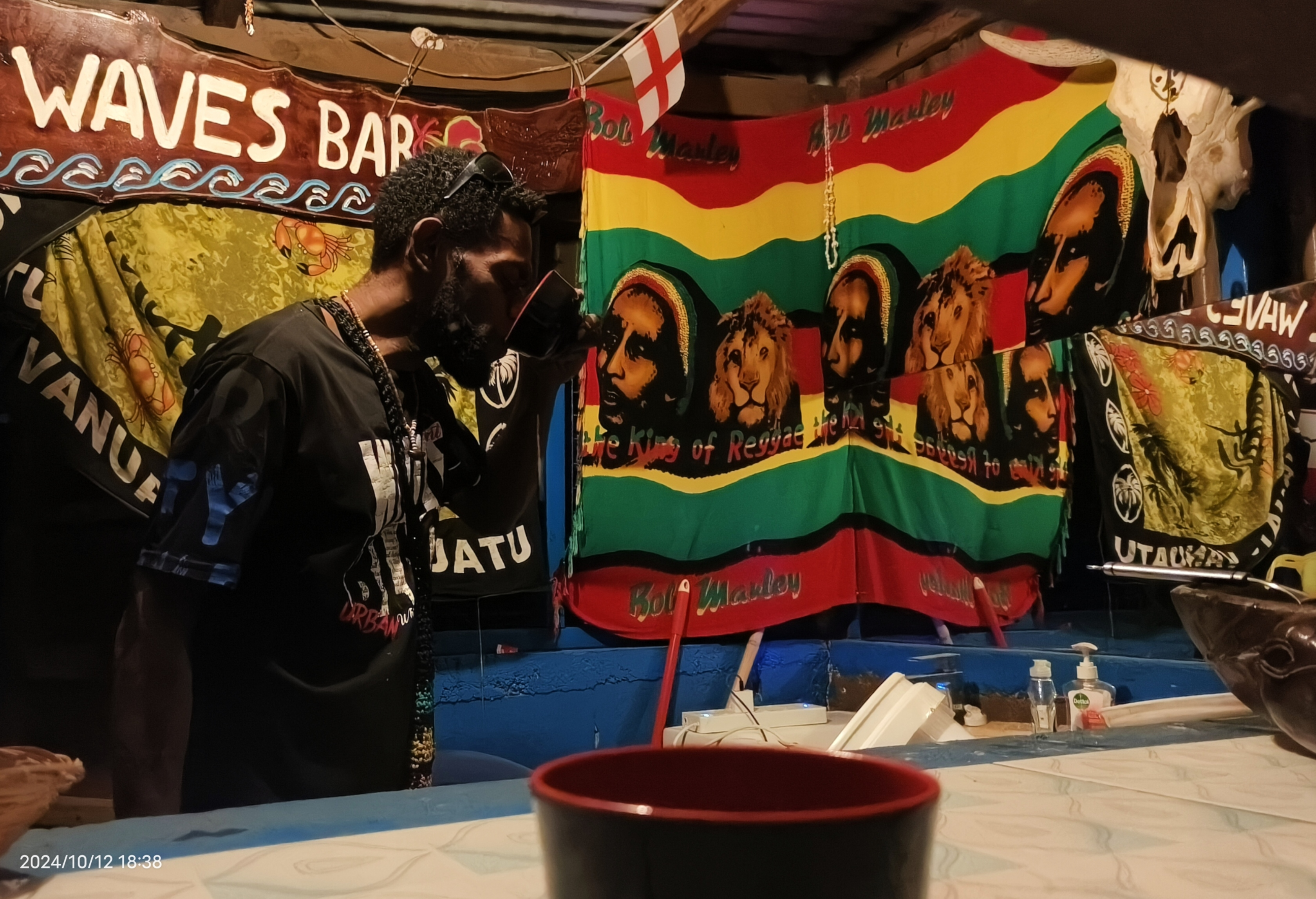
在卡瓦吧中饮用卡瓦的人，摄于瓦努阿图(2024)

在斐濟、湯加、薩摩亞等地均為常見的嗜好品。其根用於製成可作為鎮靜劑和麻醉劑的飲料，具體做法是將其根乾燥，搗成粉狀，與水混勻，或直接與水共搗，製成濕漉的泥水狀液體便可。飲用時，口中多有麻痹感，之後有醉酒樣的酩酊感。
劑量：如果以標準含有 3%～20% kavalactone 的卡瓦根粉為基準，並且，kavalactone 一天不超過 250毫克的建議量，其一天標準的卡瓦根粉的用量為：1250～8333毫克 (1.25~8.33公克)。
但許多太平洋島民每天消耗這種植物的劑量遠遠高於這個劑量，但沒有不良影響。這也意昧著，可以隨時調整卡瓦的比例，從而調整強度，直到達到令人滿意的效果。
在歐洲及北美，為求達到不同層次的欣快感、醺感、迷茫感，已有許多和卡瓦醉椒互相搭配的方式，最為基本的搭配方式：
基本的泡法是將純卡瓦醉椒研磨根粉 20克 ( 基準值，根據用戶經驗可自行調整使用量 )，用熱水 300毫升泡製 40分鐘以上，過濾草本渣即可，味道是辛辣的。
- 更為欣快放鬆的組合，純根粉卡瓦醉椒泡茶方式，再結合達米阿那、南非醉茄、咖啡。
- 更能有效對抗抑鬱狀況，卡瓦醉椒泡茶方式，再結合聖約翰草、香蜂花、南非醉茄。
- 具有高度催眠鎮靜的組合，對於有焦慮狀況特別有效，卡瓦醉椒泡茶方式，再結合埃及藍睡蓮、南非醉茄、香蜂草、加州罌粟。

## 心理影響及藥用價值
可放鬆生理和精神。可作為利尿劑、生殖泌尿道的殺菌劑、胃腸的滋補藥，減輕肌肉痙攣和疼痛。有助於焦慮性疾病、失眠、壓力造成的疾病、更年期的症狀和尿道感染。
卡瓦的品種及其使用的方式很大程度上會影響效果的性質。
- 傳統上，只有高品質的卡瓦品種被食用，因為它們被認為是安全的並更能產生所需要的效能。[11]
- 各種高品質的卡瓦之具體作用取決於各種因素，例如：栽培的品種、kavalactones 和其它植物及成份之特定組成、植物的年齡和食用方法。[10]
- 一般來說，高品質的卡瓦酒會產生一種平靜、放鬆和幸福的狀態，而不會降低認知能力。[12][13][14]
- 卡瓦一開始可能會產生社交健談期，然後是身心理的放鬆和嗜睡。[15]

## 法律定位
卡瓦在大多數國家仍然合法。法規通常將其視為可添加食品原料或膳食補充劑。
卡瓦醉椒在斐濟等大洋洲諸島的土著作為儀式或藥用的飲料。然後出口到歐美地區作為健康食品般出售給人飲用，不過在加拿大和德國因認為它會損害肝功能而一度被禁，不過分別在 2012年和 2014年取消禁制。
萬那杜已通過立法，以法律規範出口的卡瓦是經過精選的高質量產品。瓦努阿圖禁止出口或消費質量不好的卡瓦品種或不適合食用的植物部分（如葉子和莖）。